# Portrait d'Albrecht Dürer l'Ancien (Offices)
Le Portrait d'Albrecht Dürer l'Ancien (Portrait du père) est une peinture à l'huile sur panneau (47 x 39 cm) d'Albrecht Dürer. Elle est conservée à la Galerie des Offices à Florence. La toile est signée et datée de 1490, mais il est possible qu'une telle indication ait été ajoutée ultérieurement. L'œuvre formait la partie droite d'un diptyque, jumelée avec un Portrait de Barbara Holper (Portrait de la mère), conservé au Germanisches Nationalmuseum de Nuremberg. Il existe également un autre portrait du père à la National Gallery de Londres, datant de 1497.

## Histoire
Le portrait a probablement été réalisé à la veille du départ de l'artiste de Nuremberg, il s'agit d'une de ses plus anciennes peintures connues.
Le diptyque des portraits des parents a été divisé entre 1588 et 1628 : l'effigie du père, peut-être vendu par Willibald Imhoff de Nuremberg, est entré dans la collection de l'empereur Rodolphe II, et en possession des grands-ducs de Toscane, il est depuis resté à Florence; celle de la mère ne fut redécouverte qu'en 1979 dans le musée de Nuremberg. Le fait que les deux œuvres forment un diptyque est également étayé par le fait qu'au dos du portrait paternel, l'artiste a peint les armoiries des Dürer-Holper. 
En 1675, le portrait florentin est compté parmi les œuvres du cardinal Léopold de Médicis, et en 1677 est enregistré dans la Garde Robe des Grands-Ducs. Plus tard, il est passé à la villa di Poggio Imperiale et en 1773, est arrivé aux Offices.

## Description et style
Le père de Dürer est représenté en demi-figure, tourné de trois quarts vers la gauche sur un fond sombre, dans les tons verts. Les mains tenant un chapelet aux grains rouges, sont bien évidentes, en conformité avec les modèles de la peinture flamande. Les vêtements de l'homme sont typiques des pays froids, avec un chapeau de fourrure, une grande tunique bien couverte, des couleurs sombres. Le regard est intense et tourné à gauche, en direction de sa femme. Le chapeau noir du mari est complémentaire au blanc lumineux de la coiffe de l'épouse.

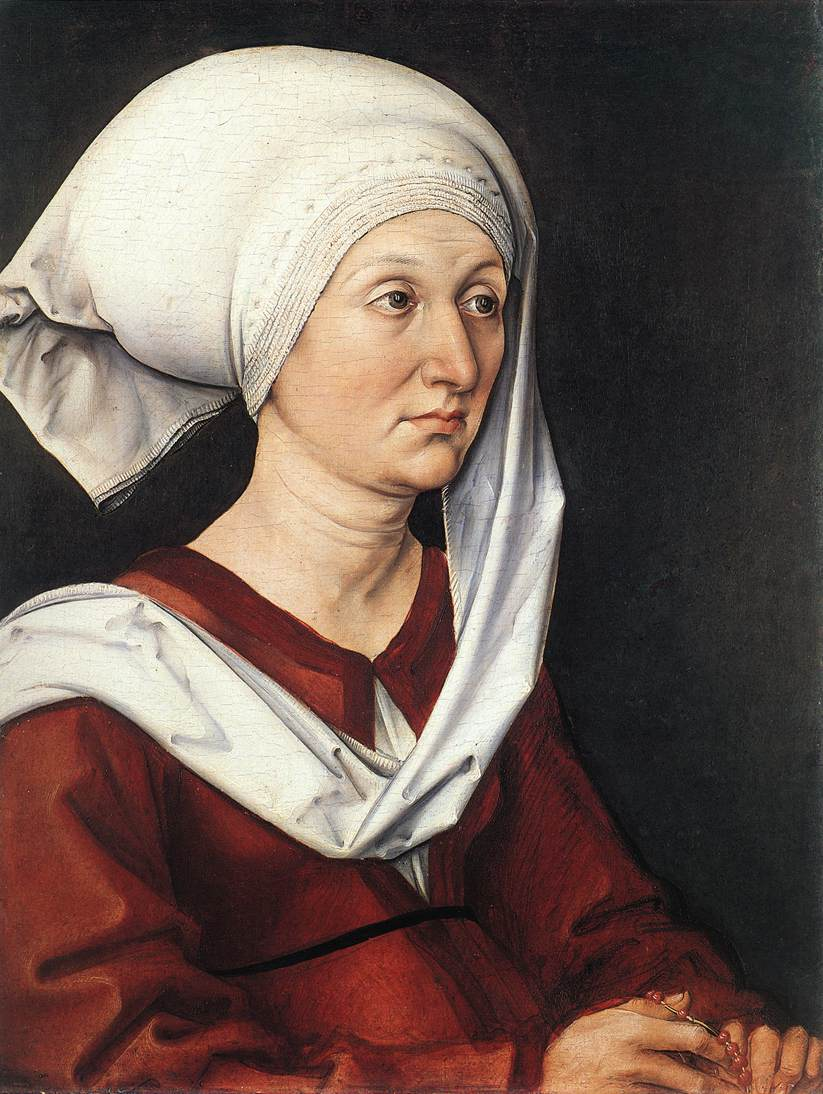
Portrait de Barbara Holper
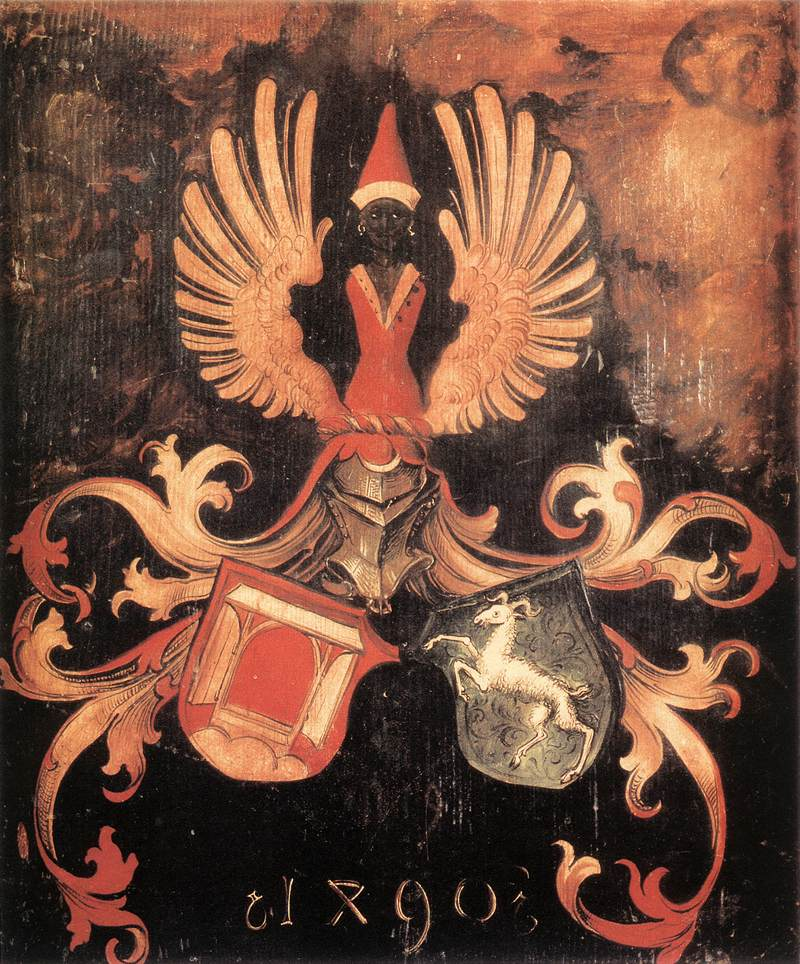
Le dos de la peinture
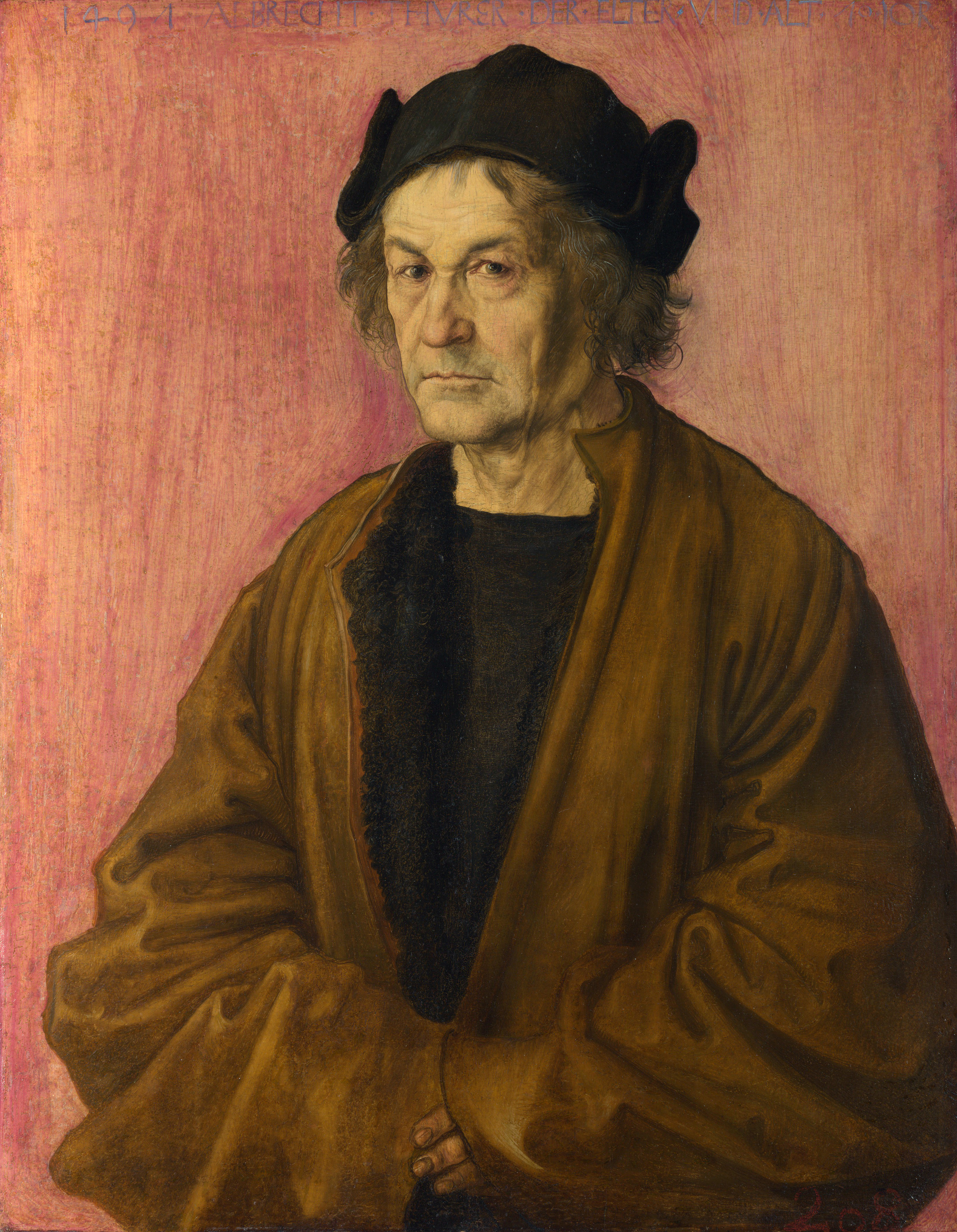
Portrait d'Albrecht Dürer l'Ancien (Londres)